# Chascanopsetta
Chascanopsetta — рід камбалоподібних риб родини Ботові (Bothidae). Види роду поширені у Індо-Тихоокеанському регіоні, лише один вид зустрічається в Атлантиці.

## Класифікація
Рід містить 8 видів:
- Chascanopsetta crumenalis (C. H. Gilbert & Cramer, 1897)
- Chascanopsetta elski Foroshchuk, 1991
- Chascanopsetta kenyaensis Hensley & Smale, 1997
- Chascanopsetta lugubris Alcock, 1894 (Pelican flounder)
- Chascanopsetta megagnatha Amaoka & Parin, 1990
- Chascanopsetta micrognatha Amaoka & Yamamoto, 1984
- Chascanopsetta prognatha Norman, 1939
- Chascanopsetta prorigera (C. H. Gilbert, 1905)